# تریکینگ (هنرهای رزمی)

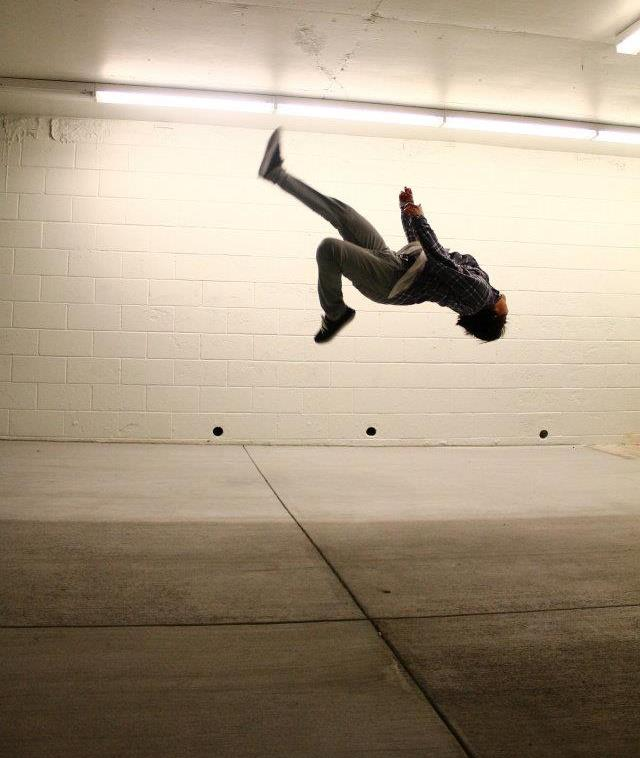

تریکینگ رشته ای رزمی نمایشی و تلفیقی از هنرهای رزمی غربی، کاپوئرا و ژیمناستیک می‌باشد. تریکینگ اولین رشته ی فری استایل دنیا می‌باشد.
تریکینگ زیباترین حرکات ممکن در محور های عمودی، افقی و اریب را خلق می‌نماید بطوری که بیننده را خیره و مجذوب خود می‌کند.
تریکینگ نهایت و انتهای تمامی رشته های رزمی و آکروباتیک می‌باشد.این رشته ی ورزشی پر هیجان یکی از رشته های ورزشی است که در سالیان اخیر در دنیا بسیار پرطرفدار شده و از آن در تمامی جهات گوناگون مانند فیلم سازی و بدلکاری و ساخت تیزرهای تبلیغاتی و افتتاحیه ی رویدادهای گوناگون نظیر المپیک  استفاده می‌شود.

## شاخه ها
- بتل آکروبات(انفرادی،تیمی)
- بتل سلاح سرد(چهار سلاح تریکینگ شامل شمشیر، کاما،چوب، نانچیکو)
- بتل فرم بی سلاح(موزیکال، عادی)
- بتل شکستن تخته(ضربات پا، آکروبات)

## مسابقات
- جام جهانی(Hooked)
- جهانی(Adrenaline,Vertigo,OMG,Redbull,High)

- آسیایی(TBj,TBW)

## برترین ها
- شوسی ایواموتو
- مایکل گاتری
- جیکوب پینتو
- زن کاجیهارا
- یوهان کرسیلا
- ولو ماتی سارلا
- دنیل گراهام
- هاروکی سادوسه
- آیدان کندی
- آلکساندر آندرسن

## حرکات اختصاصی
- تاچدان رایز
- گامبی
- اسکروبا
- رایز
- کورک
- گینر سوئیچ

انواع استایل های کورک شامل(رودئو، جایرو، کایرو، باکس کاتر، شوریکن کاتر، لیت ناین، استار، جیزز، اسپلیت، جک نایف، اسنپو و..)
انواع استایل های فیلیپ(وارو/فرانت/وبستر/ساید)شامل رودئو، لی اوت، استندینگ، اسپلیت، ایکس اوت، ایکس این، فلش کیک، تریپل فلش، ترادا گرب، راکت بوی و...
انواع استایل های بطر شامل(هایپر هوک، سوآیپ، سوآیپ نایف، هایپر، کراود اوکنر، راند، رپ، شوریکن، فیلانگ و‌...)
ضربات پا مانند ۷۲۰،۹۰۰،۱۰۸۰،۱۲۶۰،۱۴۴۰،۱۶۲۰،۱۸۰۰

## رکوردها
بیشترین تعداد کورک
بیشترین تعداد و بطر
بیشترین تعداد گینر سوئیچ
بیشترین تعداد ۲ کورک
بیشترین تعداد ۲ بطر
بیشترین تعداد ۳ کورک 
بیشترین تعداد ۳ بطر
بیشترین تعداد ۴ کورک
بیشترین تعداد ۴ بطر
اولین ۲ کورک
اولین ۳ کورک
اولین ۴ کورک
اولین ۵ کورک
اولین ۲ کورک ۲ کورک
اولین ۲ بطر ۲ بطر
اولین ۳ کورک ۳ کورک
اولین ۴ کورک ۱ کورک
اولین ۴ کورک ۲ کورک
اولین ضربات پا ۷۲۰،۹۰۰،۱۰۸۰،۱۲۶۰،۱۴۴۰،۱۶۲۰،۱۸۰۰،۱۹۸۰
اولین ۳ بی توییست
اولین ۲ اسنپو سوآیپ
اولین ۳ بطر درجا
اولین ۴ بطر درجا
اولین سکوارا سوئینگ سکوارا
اولین ۲ گینر
اولین سوکوارا درجا

## برترین های ایران
- یاسر اداوی
- مرتضی موسوی
- محمد امامی
- محمد اداوی
- احسان تاجیک
- بهنام حسین زاده

## تاریخچه
پیدایش تریکینگ را می‌توان از دهه ۶۰ میلادی(۱۹۶۰) نامید. اما تریکینگ امروزی و نوین را در سال‌های ابتدایی قرن جدید و اوایل ۲۰۰۰ پایه گذاری کردند.